# Dialog Semiconductor
Dialog Semiconductor PLC és un fabricant nord-americà amb domicili al Regne Unit de solucions de sistemes basats en semiconductors. L'empresa té la seu al Regne Unit a Reading, amb una organització global de vendes, R+D i màrqueting. Dialog crea un producte estàndard específic per a aplicació (ASSP) i circuits integrats de senyal mixt (CI) de circuit integrat específic d'aplicació (ASIC), optimitzats per a telèfons intel·ligents, informàtica, dispositius d'Internet de les coses, il·luminació LED d'estat sòlid (SSL), i aplicacions domèstiques intel·ligents.

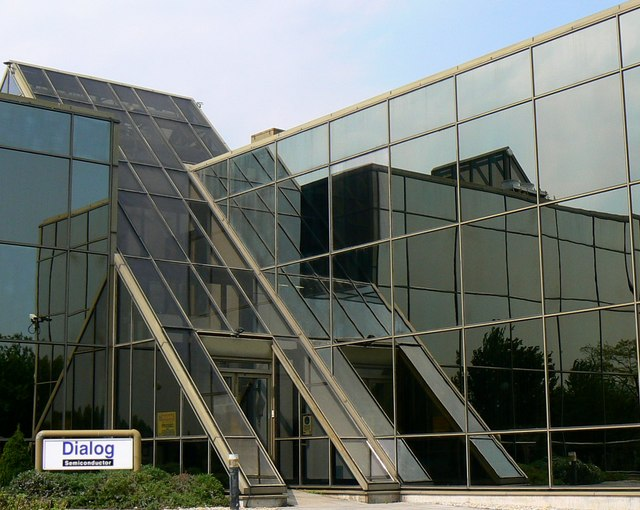
Dialog Semiconductors, Windmill Hill, Swindon

Dialog opera un model de negoci sense fables, però manté els seus propis laboratoris físics i de proves a Kirchheim.

## Història
Dialog Semiconductor es va crear el maig de 1985 com a IMP (UK) Limited, la filial europea d'International Microelectric Products, Inc, amb seu als Estats Units. A finals de 1989, Daimler-Benz (ara Daimler AG) va adquirir IMP (Regne Unit) i va transformar el negoci en una filial. Temic Telefunken Microelectric GmbH. El març de 1998, Apax Partners, Adtran i Ericsson van proporcionar finançament per a la filial (llavors anomenada Dialogue Semiconductors) per separar-se de Daimler i formar una empresa independent.
Dialog va començar a negociar com a empresa pública a la Borsa de Frankfurt el 18 de setembre de 1999.
El 2005, Jalal Bagherli va ser nomenat conseller delegat de Dialog. Anteriorment havia estat director general d'Alphamosaic, un especialista en xips de processament de vídeo adquirit per Broadcom el 2004.
Des del 2007, Dialog Semiconductor és el proveïdor exclusiu de circuits integrats de gestió d'energia (PMIC) per a l'iPhone, l'iPad i el Watch d'Apple. Apple va representar el 74% de les vendes de Dialog el 2016.